# Headup Games
Die Headup GmbH, firmierend als Headup Games, ist ein deutscher Videospiel-Publisher mit Sitz in Düren. Headup Games wurde mehrfach als „Bester Publisher“ mit dem Deutschen Computerspielpreis ausgezeichnet und war von 2021 bis 2024 ein Tochterunternehmen der Thunderful Group.

## Geschichte
Das Unternehmen wurde im Januar 2009 von Dieter Schoeller gegründet, der als Geschäftsführer fungiert. Das erste Spiel, das von Headup veröffentlicht wurde, war Twin Sector, ein Action-Adventure des Bremer Studios DNS Development.
Im Februar 2021 wurde bekanntgegeben, dass Headup Games für 11 Millionen US-Dollar von der Thunderful Group aufgekauft wurde. Die Übernahme soll bis zum 31. März 2021 abgeschlossen sein. Keiner der zu dem Zeitpunkt 14 Mitarbeiter wurde im Zuge dessen entlassen.
Im März 2024 verkündete die Thunderful Group den geplanten Verkauf aller Anteile von Headup Games an die von Dieter Schoeller kontrollierte Microcuts Holding GmbH. Der Verkauf wurde im Mai 2024 durch die Anteilseigner der Thunderful Group bestätigt.

## Veröffentlichungen
Headup Games arbeitet vor allem mit Indie-Game-Entwicklern zusammen. Teilweise veröffentlichen sie bereits anderweitig erschienene Spiele als Sammler-Box-Versionen bzw. als Ladenversion (Retail). Bis 2019 wurden bereits 150 PC- und Konsolen-Titel veröffentlicht, kommerziell am erfolgreichsten war zu diesem Zeitpunkt die Bridge-Constructor-Reihe. Im Folgenden eine Auswahl der bedeutendsten und bekanntesten von Headup Games veröffentlichten Titel:
- Bridge-Constructor-Reihe
- Darkest Dungeon: Ancestral Edition (Retail)[7]
- Frostpunk (Retail)[8]
- Gone Home (Retail)[2]
- Limbo (Retail)[9]
- Super Meat Boy (Retail)[2]
- Terraria (Retail)[9]
- The Binding of Isaac (Retail)[9]
- The Inner World[2]
- Trüberbrook[2]
- Twin Sector[10]

## Auszeichnungen
- Deutscher Entwicklerpreis „Bester Publisher“ (2012, 2013, 2017, 2019)[11]